# Ophion macilentus
Ophion macilentus là một loài tò vò trong họ Ichneumonidae.